# 北京語言大学東京校
北京語言大学東京校（ペキンごげんだいがく とうきょうこう、英: Beijing Language and Culture University Tokyo College）は、日本の東京都豊島区にある中国の国立大学「北京語言大学」の日本校である。2015年4月に開校し、中国語教育と日中間の教育交流を主な目的として設立された。文部科学大臣指定の外国大学日本校であり、卒業生は日本の大学院の入学資格、日本の大学の卒業生と同等の資格が認められている。

## 概要
北京語言大学東京校は、中国の教育部（文部科学省に相当）直属の国立大学「北京語言大学」の海外分校であり、中国語教育を専門とする教育機関として日本国内で高い評価を得ている。北京語言大学での中国語教育を東京校で行っており、主要カリキュラムや科目は北京本校と同様。
日本国内では数少ない、中国の大学が直接運営する教育機関であり、在籍する学生は語学力の向上だけでなく、中国文化や国際ビジネスなど多角的な視点を学ぶことができる。
文部科学大臣指定の外国大学日本校。卒業生は、日本の大学院の入学資格、日本の大学との単位互換等、日本の大学の卒業生と同等の資格が認められている。

### 沿革
- 2015年：北京語言大学の海外分校として東京校を開校。
- 2025年：開校10周年を迎え、記念式典を開催。中国本校の関係者や日本の教育機関の関係者、卒業生らが出席し、日中教育交流の発展と今後の展望について祝賀・討論が行われた。

### 教育内容
本科課程では、中国語を中心とした4年間の学士課程を設置し、卒業時には北京語言大学の学位が授与される。その他に短期集中課程（1か月〜1年間）や社会人向け講座も開講している。
また、高校生北京体験プログラム、中国語づけスクール、企業研修などの特別プログラムも実施。
希望する本科生には北京の本校への短期・長期留学プログラムも提供されている。2年次から最短半年、最長で２年間、北京語言大学北京本校へ留学することが可能。

### 所在地
- 所在地：〒171-0022 東京都豊島区南池袋2-29-14
- 最寄駅：【池袋駅】下車 東口より徒歩4分　JR山手線・埼京線・湘南新宿ライン、東武東上線、西武池袋線、東京メトロ 丸ノ内線・有楽町線・副都心線 【東池袋駅】下車 徒歩２分　東京メトロ有楽町線

### 学長
- 校長：宋紅芳（そう こうほう）   中国本校での教職経験を持ち、日本における中国語教育と国際教育の発展に尽力している。

## 特色
- 中国政府および北京語言大学の直接指導のもとで運営されている唯一の教育機関。
- 中国語と日本語を話すバイリンガルスタッフによる丁寧なサポート体制。
- 日本国内で中国語を専門的に学びつつ、中国本土との人的・文化的ネットワークを構築可能。